# (5285) Крефон
(5285) Крефон (лат. Krethon) — типичный троянский астероид Юпитера, движущийся в точке Лагранжа L4, в 60° впереди планеты. Астероид был открыт 9 марта 1989 года американскими астрономами Кэролин и Юджином Шумейкер в Паломарской обсерватории и назван в честь одного из героев Троянской войны.

Орбита астероида Крефон и его положение в Солнечной системе
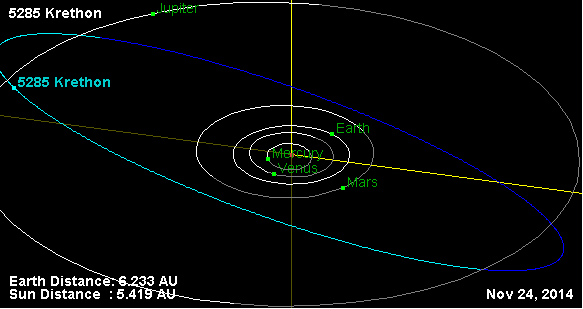
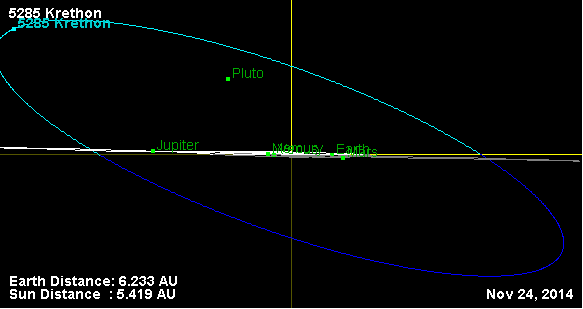